# فابیو دا سیلوا
فابیو پریرا دا سیلوا (پرتغالی: Fábio Pereira da Silva؛ زادهٔ ۹ ژوئیهٔ ۱۹۹۰) که به فابیو و فابیو دا سیلوا هم مشهور است، بازیکن فوتبال اهل برزیل است که برای باشگاه فوتبال نانت بازی می‌کند. وی برادر دوقلوی رافائل دا سیلوا می‌باشد.